# Mariano Trías
Mariano Trías y Closas (n. 12 octombrie 1868 – d. 22 februarie 1914) a fost un om politic filipinez, care a îndeplinit funcțiile de vicepreședinte al Filipinelor (1897), ministru de finanțe (1898 - 1899) și ministru al apărării (1899).